# 합천 원모재
합천 원모재(陜川 遠慕齋)는 대한민국 경상남도 합천군 청덕면 소례리에 있는 건축물이다. 2018년 7월 5일 경상남도의 문화재자료 제647호로 지정되었다.

## 지정사유
이 건물은 철종 12년(1861)에 초창되었다가 퇴락되어 허물어져 1년 후인 1928년에 기존의 건물을 철거하고 현재와 같이 정면 4칸 측면 3칸의 규모가 중건되었다. 이 건물의 문화재적 가치를 판단 해보면, 이 건물이 가지고 있는 공간 형식면에서 보여주는 특징은 일제강점기 이후 나타나는 우리나라 근대한옥의 이형적 특징을 잘 보여주고 있어 경상남도 문화재자료로 지정하여 보존하고자 한다.